# Carnaval de Rio 2015
Cette page répertorie les participants de tous les carnavals de Rio 2015.

## Groupe Spécial

### Défilé Groupe Spécial
| 15 février 2015                       |
| Unidos do Viradouro                   |
| Estação Primeira de Mangueira         |
| Mocidade Independente de Padre Miguel |
| Unidos de Vila Isabel                 |
| Acadêmicos do Salgueiro               |
| Acadêmicos do Grande Rio              |
| 16 février 2015                       |
| São Clemente                          |
| Portela                               |
| Beija-Flor                            |
| União da Ilha do Governador           |
| Imperatriz Leopoldinense              |
| Unidos da Tijuca                      |

### Résultats Groupe Spécial
| Pos | Samba schools                         | Pts   | Classification Relégué |
| --- | ------------------------------------- | ----- | ---------------------- |
| 1   | Beija-Flor                            | 269.9 | Champion Carnaval      |
| 2   | Acadêmicos do Salgueiro               | 269.5 | Resté Groupe Spécial   |
| 3   | Acadêmicos do Grande Rio              | 269   | Resté Groupe Spécial   |
| 4   | Unidos da Tijuca                      | 269   | Resté Groupe Spécial   |
| 5   | Portela                               | 269   | Resté Groupe Spécial   |
| 6   | Imperatriz Leopoldinense              | 268.9 | Resté Groupe Spécial   |
| 7   | Mocidade Independente de Padre Miguel | 268.5 | Resté Groupe Spécial   |
| 8   | São Clemente                          | 268.4 | Resté Groupe Spécial   |
| 9   | União da Ilha do Governador           | 267.2 | Resté Groupe Spécial   |
| 10  | Estação Primeira de Mangueira         | 267.1 | Resté Groupe Spécial   |
| 11  | Unidos de Vila Isabel                 | 266.2 | Resté Groupe Spécial   |
| 12  | Unidos do Viradouro                   | 263.7 | Relégué Série A        |

## Série A

### Défilé Série A
| 13 février 2015           |
| Unidos de Bangu           |
| Em Cima da Hora           |
| Império Serrano           |
| Paraíso do Tuiuti         |
| União do Parque Curicica  |
| Unidos do Porto da Pedra  |
| Caprichosos de Pilares    |
| 14 février 2015           |
| Alegria da Zona Sul       |
| Acadêmicos de Santa Cruz  |
| Inocentes de Belford Roxo |
| Unidos de Padre Miguel    |
| Império da Tijuca         |
| Renascer de Jacarepaguá   |
| Acadêmicos do Cubango     |
| Estácio de Sá             |

### Résultats Série A
| Pos | Samba schools             | Pts   | Classification Relégué |
| --- | ------------------------- | ----- | ---------------------- |
| 1   | Estácio de Sá             | 299.7 | Promus Groupe Spécial  |
| 2   | Unidos de Padre Miguel    | 299.4 | Resté Série A          |
| 3   | Império Serrano           | 299.3 | Resté Série A          |
| 4   | Acadêmicos do Cubango     | 298.9 | Resté Série A          |
| 5   | Paraíso do Tuiuti         | 298.8 | Resté Série A          |
| 6   | Império da Tijuca         | 298.7 | Resté Série A          |
| 7   | Caprichosos de Pilares    | 298.2 | Resté Série A          |
| 8   | Inocentes de Belford Roxo | 298   | Resté Série A          |
| 9   | Renascer de Jacarepaguá   | 297.4 | Resté Série A          |
| 10  | Acadêmicos de Santa Cruz  | 296.5 | Resté Série A          |
| 11  | Unidos do Porto da Pedra  | 295.2 | Resté Série A          |
| 12  | União do Parque Curicica  | 294.8 | Resté Série A          |
| 13  | Alegria da Zona Sul       | 293.1 | Resté Série A          |
| 14  | Unidos de Bangu           | 291.9 | Relégué Série B        |
| 15  | Em Cima da Hora           | 288.4 | Relégué Série B        |

## Série B

### Défilé Série B
| 17 février 2015                 |
| Acadêmicos da Abolição          |
| Unidos de Lucas                 |
| Unidos da Vila Kennedy          |
| Unidos da Ponte                 |
| Unidos do Jacarezinho           |
| Favo de Acari                   |
| União de Jacarepaguá            |
| Unidos do Cabuçu                |
| Arranco                         |
| Rosas de Ouro                   |
| Arame de Ricardo                |
| Mocidade Unida do Santa Marta   |
| Tradição                        |
| Sereno de Campo Grande          |
| Unidos da Vila Santa Tereza     |
| Acadêmicos do Engenho da Rainha |
| Acadêmicos da Rocinha           |
| Acadêmicos do Sossego           |

### Résultats Série B
| Pos | Samba schools                   | Pts   | Classification or relegation |
| --- | ------------------------------- | ----- | ---------------------------- |
| 1   | Acadêmicos da Rocinha           | 299.8 | Promus Série A               |
| 2   | Unidos do Jacarezinho           | 299.6 | Resté Série B                |
| 3   | União de Jacarepaguá            | 299.1 | Resté Série B                |
| 4   | Tradição                        | 298.9 | Resté Série B                |
| 5   | Mocidade Unida do Santa Marta   | 298.5 | Resté Série B                |
| 6   | Arranco                         | 298.5 | Resté Série B                |
| 7   | Unidos de Lucas                 | 298.3 | Resté Série B                |
| 8   | Arame de Ricardo                | 298.2 | Resté Série B                |
| 9   | Acadêmicos do Sossego           | 297.9 | Resté Série B                |
| 10  | Acadêmicos do Engenho da Rainha | 297.7 | Resté Série B                |
| 11  | Unidos da Ponte                 | 295.4 | Resté Série B                |
| 12  | Unidos do Cabuçu                | 295.4 | Resté Série B                |
| 13  | Favo de Acari                   | 295.1 | Resté Série B                |
| 14  | Sereno de Campo Grande          | 293.9 | Relégué Groupe C             |
| 15  | Unidos da Vila Santa Tereza     | 293.6 | Relégué Groupe C             |
| 16  | Rosas de Ouro                   | 292.8 | Relégué Groupe C             |
| 17  | Unidos da Vila Kennedy          | 260.9 | Relégué Groupe C             |
| 18  | Acadêmicos da Abolição          | 224.2 | Relégué Groupe C             |

## Série C

### Défilé Série C
| 16 février 2015                  |
| Unidos da Villa Rica             |
| Boca de Siri                     |
| Unidos das Vargens               |
| Mocidade de Vicente de Carvalho  |
| Leão de Nova Iguaçu              |
| Império da Praça Seca            |
| Lins Imperial                    |
| Arrastão de Cascadura            |
| Mocidade Unida da Cidade de Deus |
| Acadêmicos do Dendê              |
| Unidos de Manguinhos             |
| Difícil é o Nome                 |

### Résultats Série C
| Pos | Samba schools                    | Pts   | Classification Relégué |
| --- | -------------------------------- | ----- | ---------------------- |
| 1   | Leão de Nova Iguaçu              | 299.8 | Promus Série B         |
| 2   | Unidos das Vargens               | 299.6 | Promus Série B         |
| 3   | Lins Imperial                    | 299.3 | Former Groupe C        |
| 4   | Império da Praça Seca            | 298.1 | Former Groupe C        |
| 5   | Arrastão de Cascadura            | 297.9 | Former Groupe C        |
| 6   | Acadêmicos do Dendê              | 297.4 | Former Groupe C        |
| 7   | Mocidade Unida da Cidade de Deus | 297.3 | Former Groupe C        |
| 8   | Boca de Siri                     | 297.2 | Former Groupe C        |
| 9   | Unidos de Manguinhos             | 297   | Relégué Groupe D       |
| 10  | Difícil é o Nome                 | 296.9 | Relégué Groupe D       |
| 11  | Unidos da Villa Rica             | 294.8 | Relégué Groupe D       |
| 12  | Mocidade de Vicente de Carvalho  | 293.1 | Relégué Groupe D       |

## Série D

### Défilé Série D
| 15 février 2015                  |
| Chatuba de Mesquita              |
| Mocidade Independente de Inhaúma |
| Unidos de Cosmos                 |
| Coroado de Jacarepaguá           |
| Gato de Bonsucesso               |
| Vizinha Faladeira                |
| Corações Unidos do Amarelinho    |
| Acadêmicos de Vigário Geral      |
| Boi da Ilha do Governador        |
| Flor da Mina do Andaraí          |
| Matriz de São João de Meriti     |

### Résultats Série D
| Pos | Samba schools                    | Pts   | Classification or relegation |
| --- | -------------------------------- | ----- | ---------------------------- |
| 1   | Vizinha Faladeira                | 299.8 | Promus Groupe C              |
| 2   | Coroado de Jacarepaguá           | 299.4 | Promus Groupe C              |
| 3   | Matriz de São João de Meriti     | 298.8 | Former Groupe D              |
| 4   | Unidos de Cosmos                 | 297.4 | Former Groupe D              |
| 5   | Corações Unidos do Amarelinho    | 296.8 | Former Groupe D              |
| 6   | Gato de Bonsucesso               | 296.3 | Former Groupe D              |
| 7   | Acadêmicos de Vigário Geral      | 296.3 | Former Groupe D              |
| 8   | Mocidade Independente de Inhaúma | 295.6 | Former Groupe D              |
| 9   | Chatuba de Mesquita              | 294.8 | Former Groupe D              |
| 10  | Flor da Mina do Andaraí          | 294.5 | Former Groupe D              |
| 11  | Unidos do Anil                   | 292.7 | Relégué Groupe E             |
| 12  | Boi da Ilha do Governador        | 227.4 | Relégué Groupe E             |

## Série E

### Défilé Série E
| 21 février 2015         |
| Unidos do Cabral        |
| Império da Uva          |
| Tupy de Brás de Pina    |
| Delírio da Zona Oeste   |
| Zambear                 |
| Colibri de Mesquita     |
| Chora na Rampa          |
| Acadêmicos de Madureira |
| Alegria do Vilar        |

### Résultats Série E
| Pos | Samba schools           | Pts   | Classification or relegation |
| --- | ----------------------- | ----- | ---------------------------- |
| 1   | Império da Uva          | 188.3 | Promus Groupe D              |
| 2   | Alegria do Vilar        | 187.5 | Promus Groupe D              |
| 3   | Colibri de Mesquita     | 186.9 | Former Groupe E              |
| 4   | Chora na Rampa          | 185.7 | Former Groupe E              |
| 5   | Delírio da Zona Oeste\| | 183.6 | Former Groupe E              |
| 6   | Tupy de Brás de Pina    | 183.4 | Former Groupe E              |
| 7   | Unidos do Cabral        | 183   | Former Groupe E              |
| 8   | Acadêmicos de Madureira | 182.7 | Former Groupe E              |
| 9   | Zambear                 | 177.7 | Former Groupe E              |
| 10  | Amizade da Água Branca  | 0.0   | Suspendue                    |